# Mnozil Brass

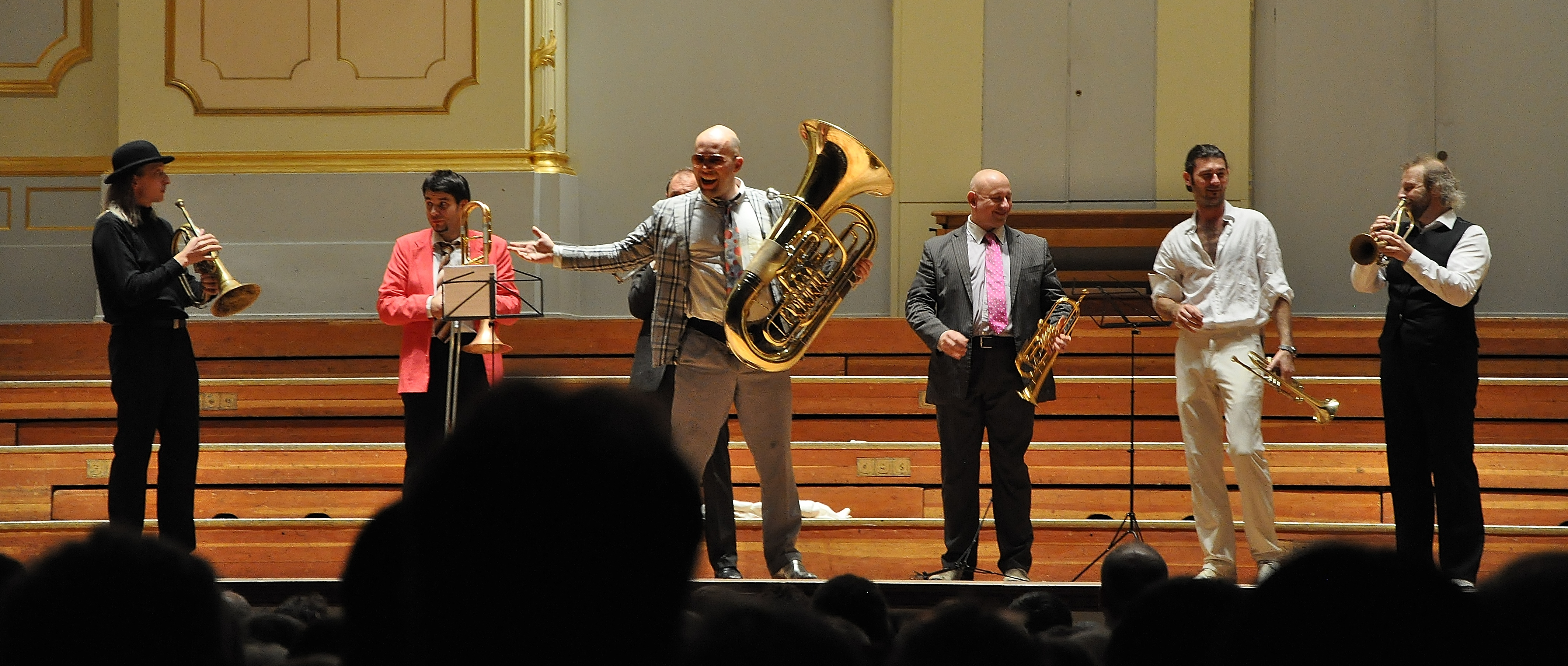
Mnozil Brass

Mnozil Brass je rakouský žesťový septet založený roku 1992. Název dala skupině hospoda ve Vídni u Josefa Množila, v níž zakládající členové hráli.
Jejich repertoár jde napříč různými žánry, od vážné hudby po jazz. Užívají žesťové nástroje od těch běžných (křídlovka, baskřídlovka, pozoun, tuba) až po ty nevšední, jako je Wagnerova tuba. Občas hrají na jiné dechové nástroje (zobcová flétna, sopránsaxofon) a sborově zpívají.
Charakteristický je až absurdní humor, který jejich vystoupení provází.

## Členové tělesa
- Thomas Gansch (křídlovka)
- Robert Rother (křídlovka)
- Roman Rindberger (křídlovka)
- Leonhard Paul (baskřídlovka, pozoun)
- Gerhard Füssl (pozoun)
- Zoltan Kiss (pozoun)
- Wilfried Brandstötter (tuba)